# Rana cubitalis
Rana cubitalis é uma espécie de anfíbio da família Ranidae.
Pode ser encontrada nos seguintes países: Myanmar, Tailândia e possivelmente em Laos.
Os seus habitats naturais são: florestas subtropicais ou tropicais húmidas de baixa altitude e rios.
Está ameaçada por perda de habitat.